# Søren Rieks
Søren Rieks (Esbjerg, 1987. április 7. –) dán válogatott labdarúgó, a svéd Malmö csatárja.

## Pályafutása

### Esbjerg fB
Søren Rieks Esbjerg városában született. Az ifjúsági pályafutását 1992-ben a helyi Esbjerg fB-nél kezdte. 
2005-ben mutatkozott be az Esbjerg felnőtt csapatában, ahol egészen 2012-ig játszott.

### NEC Nijmegen
2012 júliusában hároméves szerződést írt alá a holland NEC Nijmegen együttesével.

### Göteborg
2014. augusztus 30-án a svéd IFK Göteborghoz igazolt három és fél évre. A klubnál 92 mérkőzés alatt 21 gólt szerzett. 2017-ben távozott a klubtól a szerződés lejárta után. 

### Malmö
2018. január 12-én szerződést kötött a Malmövel. Először a 2018. február 18-ai, Dalkurd FF elleni mérkőzésen lépett pályára. Első gólját a 2018. április 23-ai, Brommapojkarna elleni találkozón szerezte.

### A válogatottban
Rieks először 2009 márciusában kapott behívót a dán válogatott Albánia és Málta elleni mérkőzéseire. Először a 2009. november 14-ei, Észak-Korea elleni mérkőzésen lépett pályára. Első válogatott gólját 2009. november 18-án, az amerikai válogatott ellen szerezte. 

## Statisztikák
2022. szeptember 18. szerint

| Klub         | Szezon   | Osztály     | Bajnokság | Bajnokság | Kupa  | Kupa | Egyéb | Egyéb | Összesen | Összesen |
| Klub         | Szezon   | Osztály     | Meccs     | Gól       | Meccs | Gól  | Meccs | Gól   | Meccs    | Gól      |
| ------------ | -------- | ----------- | --------- | --------- | ----- | ---- | ----- | ----- | -------- | -------- |
| Esbjerg fB   | 2010–11  | Superliga   | 27        | 6         | 2     | 0    | 0     | 0     | 29       | 6        |
| Esbjerg fB   | 2011–12  | 1. division | 12        | 17        | 0     | 0    | 0     | 0     | 12       | 17       |
| Esbjerg fB   | 2012–13  | Superliga   | 2         | 0         | 0     | 0    | 0     | 0     | 2        | 0        |
| Esbjerg fB   | Összesen | Összesen    | 41        | 23        | 2     | 0    | 0     | 0     | 43       | 23       |
| NEC Nijmegen | 2012–13  | Eredivisie  | 28        | 2         | 0     | 0    | 0     | 0     | 28       | 2        |
| NEC Nijmegen | 2013–14  | Eredivisie  | 30        | 7         | 3     | 1    | 0     | 0     | 33       | 8        |
| NEC Nijmegen | Összesen | Összesen    | 58        | 9         | 3     | 1    | 0     | 0     | 61       | 10       |
| Göteborg     | 2014     | Allsvenskan | 12        | 2         | 2     | 2    | 0     | 0     | 14       | 4        |
| Göteborg     | 2015     | Allsvenskan | 28        | 10        | 2     | 1    | 4     | 0     | 34       | 11       |
| Göteborg     | 2016     | Allsvenskan | 22        | 4         | 4     | 7    | 8     | 1     | 34       | 12       |
| Göteborg     | 2017     | Allsvenskan | 30        | 5         | 0     | 0    | 0     | 0     | 30       | 5        |
| Göteborg     | Összesen | Összesen    | 92        | 21        | 8     | 10   | 12    | 1     | 112      | 32       |
| Malmö        | 2018     | Allsvenskan | 26        | 10        | 7     | 0    | 16    | 0     | 55       | 10       |
| Malmö        | 2019     | Allsvenskan | 27        | 9         | 4     | 1    | 14    | 1     | 45       | 11       |
| Malmö        | 2020     | Allsvenskan | 25        | 5         | 0     | 0    | 4     | 2     | 29       | 7        |
| Malmö        | 2021     | Allsvenskan | 18        | 6         | 0     | 0    | 11    | 2     | 29       | 8        |
| Malmö        | 2022     | Allsvenskan | 9         | 0         | 5     | 0    | 3     | 0     | 17       | 0        |
| Malmö        | Összesen | Összesen    | 105       | 30        | 16    | 1    | 48    | 5     | 169      | 36       |
| Összesen     | Összesen | Összesen    | 296       | 83        | 29    | 12   | 60    | 6     | 385      | 101      |

### A válogatottban
| Válogatott | Év       | Pályára lépés | Gól |
| ---------- | -------- | ------------- | --- |
| Dánia      | 2009     | 2             | 1   |
| Dánia      | 2010     | 1             | 0   |
| Összesen   | Összesen | 3             | 1   |

#### Góljai a válogatottban
| # | Időpont            | Helyszín                      | Ellenfél         | Gólok | Eredmény | Kiírás              |
| - | ------------------ | ----------------------------- | ---------------- | ----- | -------- | ------------------- |
| 1 | 2009. november 18. | Aarhus Stadion, Aarhus, Dánia | Egyesült Államok | 2–1   | 3–1      | Barátságos mérkőzés |

## Sikerei, díjai
Esbjerg
- 1. division
  - Győztes (1): 2011–12

- Az év játékosa: 2008–09, 2011–12

Malmö
- Allsvenskan
  - Bajnok (2): 2020, 2021

- Svéd Kupa
  - Döntős (1): 2014–15

## Fordítás
Ez a szócikk részben vagy egészben  a   Søren Rieks című angol Wikipédia-szócikk fordításán alapul.  Az eredeti cikk szerkesztőit annak laptörténete sorolja fel. Ez a jelzés csupán a megfogalmazás eredetét és a szerzői jogokat jelzi, nem szolgál a cikkben szereplő információk forrásmegjelöléseként.